# علی ضاهر
علی ضاهر (انگلیسی: Ali Daher؛ زادهٔ ۲۶ نوامبر ۱۹۹۶) بازیکن فوتبال اهل لبنان است.
از باشگاه‌هایی که در آن بازی کرده‌است می‌توان به باشگاه ورزشی العهد اشاره کرد.
وی همچنین در تیم ملی فوتبال لبنان بازی کرده‌است.